# Campo de Besteiros
Campo de Besteiros é uma vila portuguesa sede da Freguesia de Campo de Besteiros do Município de Tondela, freguesia com 7,90 km² de área e 1318 habitantes (censo de 2021), tendo, assim, uma densidade populacional de 166,8 hab./km².
A povoação de Campo de Besteiros, que anteriormente se denominava Santa Eulália, foi elevada à categoria de vila em 1929.

## História
Documentos medievais referem-se à localidade por parrochia de santa Ovaya in termino de Balistariis, vindo depois o nome de Santa Ovaya a sofrer evolução fonética para Santa Eulália. Integrou até 1836 o município de Besteiros, entretanto extinto. 
Pelo decreto nº 16 647, de 4 de fevereiro de 1929, a povoação e freguesia de Santa Eulália passou a ter a denominação atual e foi elevada à categoria de vila.
Embora com população relativamente diminuta (durante todo o século XX oscilou pelos 1200-1300 habitantes), a sua localização no cruzamento de estradas relevantes a nível regional sempre lhe conferiu uma especial importância.

## Demografia
A população registada nos censos foi:
| Distribuição da População por Grupos Etários | Distribuição da População por Grupos Etários | Distribuição da População por Grupos Etários | Distribuição da População por Grupos Etários | Distribuição da População por Grupos Etários |
| -------------------------------------------- | -------------------------------------------- | -------------------------------------------- | -------------------------------------------- | -------------------------------------------- |
| Ano                                          | 0-14 Anos                                    | 15-24 Anos                                   | 25-64 Anos                                   | > 65 Anos                                    |
| 2001                                         | 247                                          | 191                                          | 690                                          | 267                                          |
| 2011                                         | 214                                          | 178                                          | 753                                          | 329                                          |
| 2021                                         | 158                                          | 136                                          | 662                                          | 362                                          |

## Património
- Capela de Nossa Senhora do Campo - Está classificada como imóvel de interesse público. É formada por dois corpos distintos e não tem torre sineira. Na fachada principal, a porta é rematada por um frontão triangular, que contém uma lápide com a data da reconstrução (1616). De entre as obras de arte que decoram a capela, destacam-se várias pinturas em madeira e a imagem de Nossa Senhora da Natividade em calcário policromado (século XVI).
- Igreja de Santa Eulália (matriz)
- Capela de São Brás
- Solares de Sameiro e de Fermentelos
- Ferreiros da Ribeira
- Moinhos da Agontinha